# Ça... c'est du sport
Pour plus de détails, voir Fiche technique et Distribution.
Ça... c'est du sport est un film français réalisé par René Pujol et sorti en 1938.

## Synopsis
Mme Lavator et ses filles tiennent le bar des populaires au Vel d'Hiv  le jour, Balloche y est serveur. La  nuit Mme Lavator tient le vestiaire  au Metro,  un cabaret montmartrois . Sa fille Ernestine y distribue le programme et Anna y vend des friandises et veut se faire engager lors d'une audition.  Refusée elle va se produire au cabaret concurrent La volière. Trapon, un employé de banque, encaisseur d'argent, est amoureux de Mme Lavator, qui veut marier ses deux filles avant de l'épouser. 
Comme Balloche le fiancé d'Ernestine, une des  filles de Mme Lavator, n'a pas les 30.000 francs que Mme Lavator demande à voir, Trapon les lui prête en les prenant sur sa tournée. Mais Mme Lavator ne se contente pas de regarder les 30.000 francs, elle décide de les garder jusqu'au mariage de sa fille. Quant à Henri il doit épouser Anna, l'autre fille de Mme Lavator. Une succession vient embrouiller une situation sentimentale compliquée.  Pour pouvoir hériter de son oncle, Trapon doit épouser Yvonne Romulus . 
Tout finit par s’arranger.

## Commentaires
- Ça...c'est du sport évoque la course cycliste au début du film et la situation sentimentale difficile à surmonter des protagonistes.
- Le Vel'd'Hiv est surtout associé à la Rafle du Vélodrome d'Hiver aujourd'hui.

## Fiche technique
- Réalisation : René Pujol
- Scénario : René Pujol
- Décors : Emile Duquesne
- Photographie : André Bac, Fédote Bourgasoff
- Montage : Bernard Séjourné
- Son : André Apard
- Musique : Vincent Scotto
- Société de production	: Latina Film
- Directeur de production : Juan Berrone
- Pays de production :  France
- Format :  Noir et blanc - 1,37:1 - 35 mm - son mono
- Genre : Comédie
- Durée : 87 minutes
- Dates de sortie :
  - Belgique : 1er avril 1938 (Bruxelles)
  - France : 18 août 1938
- Affiche : Bernard Lancy (France)

## Lieux de tournage
- Une station de métro à Paris .
- Le Vélodrome d'Hiver.
- Studios François 1er.

## Distribution
- Pierre Larquey : Trapon  Evariste,Félicien
- Henri Garat : Henri Le Gall
- Suzanne Dehelly : Ernestine
- Marguerite Pierry : Mme Lavator Amélie
- Jany Briand : Anna
- Jim Gérald : Le directeur du cabaret
- Rellys : Falloche
- Valentine Camax : Une locataire
- Princesse Khandou : Yvonne Romulus
- Gaston Mauger
- Gabrielle Fontan
- Alexandre Mihalesco : Joseph Poque
- Germaine Michel : La concierge
- Georges Morton
- Anthony Gildès
- Léon Larive